# برهمکنش کاتیون–π

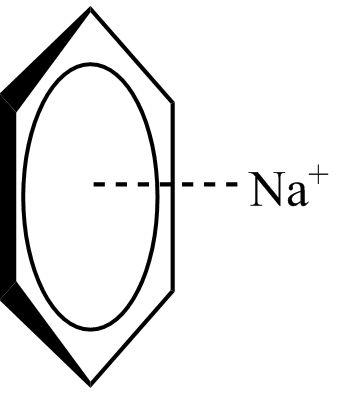
برهمکنش کاتیون-π بین بنزن و کاتیون سدیم.

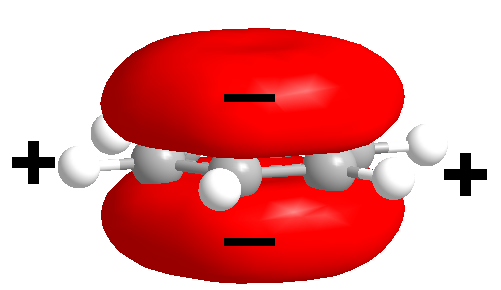
سیستم π در بالا و پایین حلقه بنزن منجر به توزیع بار چهار قطبی می‌شود.

برهمکنش کاتیون–π یک برهمکنش مولکولی غیرکووالانسی بین سطح یک سیستم π غنی از الکترون (به عنوان مثال بنزن، اتیلن، استیلن) و یک کاتیون مجاور (مثلاً Li +، Na+). این برهمکنش نمونه ای از پیوند غیرکووالانسی بین یک تک قطبی (کاتیون) و یک چهار قطبی (سیستم π) است. انرژی‌های پیوند قابل توجه هستند، با مقادیر فاز محلول که در همان مرتبه بزرگی پیوندهای هیدروژنی و پل‌های نمکی قرار می‌گیرند. برهمکنش‌های کاتیون-π نقش مهمی در طبیعت، به ویژه در ساختار پروتئین، شناسایی مولکولی و کاتالیز آنزیم ایفا می‌کنند. این اثر در سیستم‌های سنتزی نیز مشاهده شده و مورد استفاده قرار گرفته‌است.

## همچنین ببینید
- پل نمکی (پروتئین)